# Shōtarō
Shōtarō (jap. しょうたろう, ショウタロウ) – męskie imię japońskie.

## Możliwa pisownia
Znaki użyte do zapisania „tarō” (太郎) znaczą „duży, gruby” (太) oraz „syn” (郎). Może to być także samodzielne imię, które przeważnie otrzymuje najstarszy syn. Do zapisania „shō” używa się rozmaitych znaków o różnym znaczeniu (np. 正 „regularny”, 章 „rozdział”, 松, „sosna”).

## Znane osoby
- Shōtarō Hosoda (将太郎), japoński skoczek narciarski.
- Shōtarō Ikenami (正太郎), japoński pisarz.
- Shōtarō Ishinomori (章太郎), japoński mangaka i twórca seriali tokusatsu.
- Shōtarō Morikubo (祥太郎), japoński seiyū.

## Fikcyjne postacie
- Shōtarō Fuwa (松太郎), jeden z głównych bohaterów mangi i anime Skip Beat!
- Shōtarō Hidari (翔太郎), jeden z głównych bohaterów serialu tokusatsu Kamen Rider W.
- Shōtarō Kaneda (正太郎), główny bohater serii Tetsujin 28-go.
- Shōtarō Kaneda (正太郎), główny bohater mangi i filmu anime Akira.